# Rahzel
Rahzel, de son vrai nom Rahzel M. Brown, est un musicien et rappeur américain, né le 6 octobre 1966 dans le Queens (New York).
Ancien membre des Roots, il se spécialise dans le human beatbox, transposable en français par « percussion vocale ». Son unique instrument, comme tout artiste de human beatbox, est sa bouche. Son talent et son rôle de précurseur du human beatbox lui ont valu le surnom de « Godfather of Noyze » (le parrain du bruit).

## Biographie

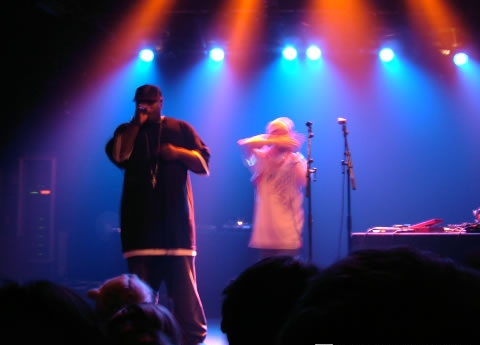
Rahzel en concert avec Mike Patton au festival La Batie, à Genève, en 2004.

Élevé dans le Queens, un quartier situé dans la ville américaine de New York, Rahzel venait régulièrement aux concerts de Grandmaster Flash. Plus tard, il devient l’un des membres de l’équipe de tournée des Ultramagnetic MCs. Rahzel est connu pour sa capacité à rapper comme en témoignent la chanson Iron Man et sa chanson signature If Your Mother Only Knew, une chanson bonus de l'album Make the Music 2000. L'artiste cite s'inspirer d'artistes et groupes comme Biz Markie, Doug E. Fresh, Buffy of the Fat Boys, Bobby McFerrin, et Al Jarreau. Son premier et seul album, Make the Music 2000, est publié le 22 juin 1999 au label MCA Records, et atteint la 51e place du Billboard 200.
Rahzel étend l'art du human beatbox d'une manière unique. Au-delà de son aptitude à reproduire de nombreux sons (scratching, boîte à rythmes), il est capable de créer des percussions vocales tout en chantant le texte simultanément. Ceci est démontré par son interprétation a cappella du désormais célèbre If Your Mother Only Knew. En réalité, la percussion vocale – le beat – vient toujours avant la voix, mais l’enchaînement des deux est tellement rapide que l'illusion auditive est parfaite.
Rahzel a été invité en guest star sur l'album True Love de Toots and the Maytals, qui a gagné le Grammy du meilleur album reggae en 2004, et qui inclut de nombreux musiciens notables dont Willie Nelson, Eric Clapton, Jeff Beck, Trey Anastasio, Gwen Stefani / No Doubt, Ben Harper, Bonnie Raitt, Manu Chao, The Roots, Ryan Adams, Keith Richards, Toots Hibbert, Paul Douglas, Jackie Jackson, Ken Boothe, et The Skatalites.

## Discographie

### Albums studio
- 1999 : Make The Music 2000
- 2004 : Rahzels Greatest Knockouts

### Collaborations
- 1993 : Intro sur l'album Lune Tunz de Raw Breed
- 1994 : Bicoastal Holdup et Vibe Khameleonz sur l'album A Head Nadda's Journey to Adidi Skizm de Shä-Key
- 1995 : Lazy Afternoon, ?. vs. Rahzel et The Lesson Part 1 sur l'album Do You Want More?!!!??! des Roots
- 1995 : On the Next Album et Locker bleiben sur l'album Lauschgift de Die Fantastischen Vier
- 1996 : The Beat Down sur l'album Gravity de Da Bush Babees
- 1997 : Show Me Love (QD3 Fat Boy Remix) sur l'album Show Me Love de Robyn
- 1997 : The Battle sur l'album Traffic Jams de DJ Skribble
- 1997 : Dangereux sur l'album L'École du micro d'argent d'IAM
- 1997 : Rob Swift Versus Rahzel sur l'album Soulful Fruit de Rob Swift
- 1999 : Jam (featuring Common) sur l'album Fat Comeback d'Alliance Ethnik
- 1999 : Southern Gul sur l'album Southern Gul d'Erykah Badu
- 1999 : Step into the Realm, Adrenaline! et The Notic sur l'album The Roots Come Alive des Roots
- 1999 : First Thingsur l'album Ice Cold de Choclair
- 1999 : It's a Must sur l'album The Master de Rakim
- 1999 : Steal My Kisses sur l'album Burn to Shine de Ben Harper
- 2000 : Used to be Perfect sur l'album Sleeping with Victor de Lynden David Hall
- 2000 : In Tune with the Sound sur l'album In the Møde de Roni Size
- 2000 : Children's Story sur l'album Eat at Whitey's d'Everlast
- 2000 : Cold Blooded sur l'album Like Water for Chocolate de Common
- 2000 : effets sonores sur la bande originale de la série de jeux vidéo SSX
- 2001 : Side to Side sur l'album Hey World EP de DJ Hasebe
- 2002 : Top of the Game sur l'album Dutty Rock de Sean Paul
- 2003 : Rock the House sur l'album The Highlite Zone de The High & Mighty
- 2003 : Deep Cover sur l'album Underscore de Tonedeff
- 2004 : Bam Bam sur l'album True Love de Toots and the Maytals
- 2004 : Oh My God sur l'album A Long Hot Summer de Masta Ace
- 2004 : Pleasure Is All Mine, Where is the Line, Who Is It, Mouth's Cradle et Triumph of a Heart sur l'album Medúlla de Björk
- 2004 : Confused Rappers sur l'album Milk Me des Beatnuts
- 2004 : Starting Over, The American Way et Acetone sur l'album Legion of Boom de The Crystal Method
- 2004 : Rock and Roll Part 2 et A Day in the Life sur l'album White People de la Handsome Boy Modeling School
- 2004 : Mega Beast Theme Song sur l'album Day of the Mega Beast de Dub-L
- 2004 : B-Box sur l'album Cycles/B-Box de Chris K
- 2005 : Rahzel Skit 1 et Rahzel Skit 2 sur l'album Osirus d'Ol' Dirty Bastard
- 2006 : Chocolate Chewing Gum sur l'album Atlantis: Hymns for Disco de K-os
- 2006 : Mojo sur l'album Peeping Tom de Peeping Tom
- 2006 : Main Title, Bus Is Not for Sissies, Barry's Love Theme, Kidnapping, Rahzel Interlude, Funeral is for Sissies, Rahzel in the Park, King of the Crapper, From Behind, Fresca et The Mole sur la bande originale de Bienvenue en prison
- 2006 : Some MCs sur l'album The Dropping de C-Rayz Walz
- 2007 : Keys 2 Your Ass sur l'album The Black and White Album d'Imani Coppola
- 2009 : Intro, What's Happening et Brainbender sur l'album Ground Original 2: No Sell Out de DJ JS-1
- 2009 : Blow Up Da Spot sur l'album Brand New Bein' de Sadat X
- 2010 : Bad Self sur l'album Dangerous: 5-18 de Rhymefest
- 2012 : Lasers N Bass sur l'album Half Android de FS
- 2019 : Heavy Metal sur l'album amo de Bring Me The Horizon